# Miss Marple: Nemesi
Nemesi (Nemesis) è un romanzo poliziesco di Agatha Christie pubblicato nel 1971. È l'ultima opera scritta dalla Christie con protagonista il popolare personaggio di Miss Marple, sebbene Addio, Miss Marple – scritto negli anni quaranta – sia stato poi pubblicato postumo nel 1976.

## Trama
Miss Marple riceve una lettera dal signor Jason Rafiel, un milionario che ha conosciuto durante una vacanza in cui i due hanno affrontato un delitto, in cui l'uomo le chiede di investigare su un altro caso del genere. Rafiel, però, non è riuscito a dare molti indizi, infatti non specifica né quando né dove è stato commesso l'omicidio, né chi ne fosse coinvolto.
Il primo indizio lasciato da Rafiel è sotto forma di un tour nelle più belle case e giardini d'Inghilterra, che l'uomo ha prenotato per Miss Marple prima della sua morte. L'anziana donna è insieme ad altre quattordici persone durante questa gita, forse implicate nella faccenda che deve sbrogliare. Una di queste persone è Elizabeth Temple, una preside in pensione che conosceva una ragazza, fidanzata con il figlio di Rafiel, Michael. Miss Marple scopre anche che Miss Cooke, un'altra delle partecipanti, abita nel suo stesso paese, a St. Mary Mead, e una volta hanno parlato di giardinaggio.
Il prossimo indizio arriva sotto forma di una donna, Lavinia Glynne: Rafiel le ha scritto suggerendo a lei e alle sue sorelle di ospitare Miss Marple qualche giorno durante la gita. Miss Marple accetta l'invito della donna, avendo capito che è un altro degli indizi di Rafiel. A casa di Lavinia, Miss Marple conosce le altre due sorelle, Clotilde e Anthea Bradbury-Scott, e capisce immediatamente che c'è qualcosa di strano in quest'ultima. Parlando con la servitù, Miss Marple scopre che la ragazza legata a Michael Rafiel era la figlia orfana di due amici di Clotilde che era venuta ad abitare da lei dopo la morte dei genitori.
La mattina dopo Emlyn Price dice a Miss Marple che Miss Temple è stata colpita da una roccia ed è stata portata in ospedale. Mentre sta salutando le sorelle, Miss Marple nota che Clotilde fa dei gesti a Lavinia per suggerirle di non invitare più la donna a casa. Quando il gruppo dei visitatori si divide per trascorrere il tempo fino al ritorno della guida, Miss Marple si mette a parlare con il professor Wanstead, un patologo e psicologo interessato ai differenti tipi di menti criminali, e scopre che anche a lui è stato consigliato da Rafiel di partecipare alla gita. Il professore le racconta di avere esaminato Michael Rafiel, dopo che un amico gli ha detto che secondo lui il ragazzo non ha ucciso la ragazza, e anche secondo Wanstead Michael non è colpevole, sebbene suo padre non fosse molto interessato alla notizia.
Il professor Wanstead poi porta Miss Marple a vedere Miss Temple, fingendo di voler andare a visitare una chiesa, perché la donna ferita ha chiesto di parlare con lei in un raro momento di lucidità. Miss Temple chiede a Miss Marple di scoprire la verità su Verity Hunt, e poco dopo muore. Di ritorno dalla gita, le tre sorelle rinvitano di nuovo Miss Marple, che prontamente accetta, e poco dopo scopre che Verity Hunt era la ragazza che viveva insieme a Clotilde.
Dopo l'inchiesta sulla morte di Miss Temple, un suo amico, l'arcidiacono Brabazon, fa visita a Miss Marple, dicendo che la donna stava per andare a trovarlo. L'uomo afferma che doveva sposare Verity Hunt e Michael Rafiel, ma non poteva dirlo a nessuno, perché la ragazza gli aveva fatto giurare di mantenere il segreto. Nonostante disapprovasse la scelta della segretezza e dello sposo, l'arcidiacono ha accettato di sposarli perché ha capito che erano innamorati, e si è molto stupito che i due non si siano presentati il giorno delle nozze. Poco dopo, il gruppo si muove e Miss Marple decide di passare un altro po' di tempo con le tre sorelle, mentre il professor Wanstead va a Londra con il treno per compiere una commissione per l'anziana donna, e Miss Barrow e Miss Cooke decidono di visitare una chiesa nelle vicinanze. Più tardi quella sera, mentre Miss Marple discute le sue impressioni sul caso con le tre sorelle, appaiono all'improvviso Miss Barrow e Miss Cooke, che vogliono parlare con lei. Rimangono là per un po' e poi vengono invitate per la sera dopo.
Mentre stanno parlando di Miss Temple, Miss Marple afferma di pensare che siano stati Emlyn Price e Joanna Crawford a far cadere i massi su Miss Temple, e che i loro alibi sono falsi. Proprio mentre Miss Marple sta per bere il caffè offertole da Clotilde, Miss Cooke le suggerisce di non berlo, sostenendo che il caffè le avrebbe impedito di dormire, e allora l'anziana chiede un latte caldo. Le due donne se ne vanno, ma tornano indietro dopo essersi accorte di aver dimenticato qualcosa.
Alle due di mattina, Clotilde entra nella stanza di Miss Marple. L'investigatrice svela ben presto di sapere che è stata Clotilde a uccidere Verity e l'ha occultata nella serra dismessa del giardino, perché non sopportava l'idea che la ragazza amasse qualcun altro oltre a lei, e che la donna ha ucciso anche un'altra ragazza, Nora Broad, in maniera molto violenta, dopo averla vestita con gli abiti di Verity, in modo da identificarla come la vera Verity e poter accusare Michael dell'omicidio. Proprio mentre Clotilde avanza minacciosa contro Miss Marple, Miss Barrow e Miss Cooke fanno la loro apparizione dai loro nascondigli. Sono due agenti segreti, assunti da Rafiel per proteggere la sua amica.
Alla fine della storia, Miss Marple ottiene la somma di denaro promessa da Rafiel e Michael viene liberato; Clotilde berrà del latte avvelenato, che lei stessa aveva preparato per Miss Marple, suicidandosi.

## Personaggi
- Miss Marple, anziana investigatrice dilettante
- Jason Rafiel, miliardario
- Michael Rafiel, figlio del signor Rafiel
- Esther Walters, ex segretaria del signor Rafiel
- Broadribb e Schuster, avvocati del signor Rafiel
- Signora Sandbourne, accompagnatrice turistica
- Signora Riseley-Porter, ricca turista
- Joanna Crawford, nipote della signora Riseley-Porter
- Emlyn Price, giovane anarchico
- Signorina Cooke e signorina Barrow, misteriose compagne di viaggio
- Professor Wanstead, psicologo
- Elizabeth Temple, ex direttrice di scuola
- Richard Jameson, architetto
- Signor Caspar, turista straniero
- Clotilde Bradbury-Scott, Anthea Bradbury-Scott e Lavinia Glynne, tre ospitali sorelle
- Arcidiacono Brabazon, amico di Elizabeth Temple

## Curiosità
- Ritornano brevemente Jason Rafiel, Esther Walters e la Signorina Prescott da Miss Marple nei Caraibi e Cherry, già apparsa in Assassinio allo specchio.

## Edizioni
- Agatha Christie, Miss Marple: Nemesi, traduzione di Diana Fonticoli, Collana Il Giallo Mondadori n.1239, Mondadori, 1972, ISBN 88-04-40531-7. - Collana Oscar Gialli, Mondadori, 1984.
- Agatha Christie, Miss Marple: le ricette del delitto, a cura di Marco Polillo, collana Omnibus gialli, Mondadori, Milano 1981 (contiene: Miss Marple nei Caraibi, Miss Marple al Bertram Hotel e Miss Marple: Nemesi)